# ジョアン・ロウレンソ
ジョアン・マヌエル・ゴンサルベス・ロウレンソ（ポルトガル語: João Manuel Gonçalves Lourenço、1954年3月5日 - ）は、アンゴラの政治家。アンゴラ解放人民運動 (MPLA) 幹事長（1998年 - 2003年）や国防相（2014年 - 2017年）を歴任し、2017年9月26日から大統領を、2018年9月からMPLA議長を務めている。また、2025年度のアフリカ連合総会議長。
2016年12月にロウレンソは、翌年8月に予定されていた総選挙において、MPLAの候補者リストの第一位に指名された。2010年に制定されたアンゴラ憲法では「総選挙で最多得票を記録した政党もしくはその連合の全国名簿筆頭の個人が・・・共和国および行政府の首班に選出される」（109条）と規定されている。総選挙でMPLAは150議席を得て過半数を確保したため、自動的にロウレンソが次期大統領に内定し、2017年9月26日に宣誓式が行なわれた。

## 経歴
政治活動に熱心な一家の10人兄弟の1人として生まれ育つ。父のセケイラ・ジョアン・ロウレンソ（1923年 - 1999年）はマランジェ出身の看護師で、ポルトガル植民地時代に非合法な政治活動のため3年間服役した経験を持つ。母のジョゼファ・ゴンサルベス・ロウレンソ（1928年 - 1998年）はナミベ出身で、お針子をしていた。
ビエ州とルアンダで初等・中等教育を受けた後、ルアンダ産業研究所に進学し、植民地解放闘争に参加。その後のアンゴラ内戦ではアンゴラ解放人民運動 (MPLA) に身を投じた。砲術指導を担い、MPLAの政治局員に昇進。1978年にはソビエト連邦のレーニン高等学院に留学し、軍事教練を受けるかたわら、歴史学で博士号を取得した。1982年にアンゴラに帰国後、1984年にモシコ州知事に任命され、政治家に転身した。
政界入りしてからもロウレンソは、しばらくの間、MPLAの将校として、ゲリラ兵の規律を保つことを主な職務とした。モシコ州知事就任後は与党内で昇進を繰り返し、MPLAの同州政治局員、第3軍政管区軍事評議会議長、MPLA第一書記、ベンゲラ州行政長官を歴任後、1992年から1997年までMPLA情報担当書記、1993年から1998年までMPLA国会議員団団長を務めた。
1998年12月12日の党大会において、MPLAの幹事長に選出された。これはジョゼ・エドゥアルド・ドス・サントス大統領の意向といわれ、ロウレンソはドス・サントスの後継候補と目されるようになった。2001年にドス・サントスが大統領再選を目指さないと発言すると、ロウレンソはMPLAから大統領候補となることに公然と意欲を示した。しかし、ドス・サントスの発言は実際には政敵をあぶりだすためのもので、本人に退任の意思はなかったため、これを機にロウレンソはドス・サントスに対して難しい立場に立たされた。2003年12月の党大会では、ロウレンソに代わってジュリアン・マテウス・パウロが幹事長となった。
その後は国会第一副議長（2003年 - 2014年）を経て2014年4月に国防相、2016年8月にMPLA副議長に任命され、2017年8月の国民議会選挙ではMPLAの筆頭候補となった。この選挙でMPLAが220議席中150議席を獲得したためロウレンソの大統領当選が確定し、9月に大統領就任。2022年8月24日執行の国民議会選挙でMPLAは前回より議席を減らしたものの220議席中124議席を獲得し、大統領再選が確定した。2023年10月には野党・アンゴラ全面独立民族同盟(UNITA)より罷免動議を議会に提出されたが、弾劾に必要な3分の2の賛成票を確保していなかったためそもそも罷免は非常に難しい状況であり、10月14日の臨時議会で動議を審議するための委員会を設置するか否かの採決でUNITAは審議をボイコットし欠席したため、賛成0、反対123、棄権1票で否決された。
2025年2月15日にアフリカ連合の総会議長に選出され、1年間務める。

## 人物
妻のアナ・アフォンソ・ディアス・ロウレンソはMPLA所属の国会議員で元企画相。2016年10月まで、ワシントンD.C.の世界銀行の役職も務めていた。6人の子どもがいるが、その全員がMPLAの活動家である。
母語のポルトガル語に加えて、ロシア語、スペイン語、英語も堪能。